# Empty Useless Air
Empty Useless Air är en EP av det kanadensiska hardcorebandet Brand New Unit, utgiven på Burning Heart Records 1999.

## Låtlista
1. "Out the Door" - 3:07
2. "Empty Useless Air" - 2:18
3. "No Cure at All" - 2:51
4. "Get Your Trash On" - 3:10
5. "What Do You Care For" - 5:08

### Fotnoter
1. ↑  ”Empty Useless Air”. Tagtuner.com. http://www.tagtuner.com/music/albums/Brand-new-unit/Empty-useless-air/album-v2155f9b. Läst 30 april 2012.